# Hierodoris eremita
Hierodoris eremita är en fjärilsart som beskrevs av Alfred Philpott 1930. Hierodoris eremita ingår i släktet Hierodoris och familjen praktmalar, Oecophoridae. Inga underarter finns listade i Catalogue of Life.